# Mata Doro
Mata Doro (Matadouro) ist ein Stadtteil der osttimoresischen Landeshauptstadt Dili.

## Geographie und Einrichtungen
Mata Doro liegt im Nordosten des Sucos Vila Verde (Verwaltungsamt Vera Cruz, Gemeinde Dili). Westlich befindet sich der Stadtteil Vila Verde, nördlich der Stadtteil Colmera, östlich der Stadtteil Caicoli, südwestlich der Stadtteil Lafandaria und südlich Virgolosa. Teilweise wird Lafandarias und Virgolosas Osten an der Avenida Mártires da Pátria zu Mata Doro gerechnet.
In Mata Doro befindet sich die katholische Kathedrale von Dili und das Bildungsministerium Osttimors.